# Saint-Just-d'Avray
Saint-Just-d'Avray es una comuna francesa situada en el departamento de Ródano, de la región de Auvernia-Ródano-Alpes.

## Demografía
| 723 | 726 | 653 | 576 | 594 | 631 | 713 | 754 |
| Para los censos de 1962 a 1999 la población legal corresponde a la población sin duplicidades (Fuente: INSEE [Consultar]) |     |     |     |     |     |     |     |